# Basil Davidson
Basil Risbridger Davidson (ur. 9 listopada 1914 w Bristolu, zm. 9 lipca 2010 w Londynie) – brytyjski historyk Afryki, znawca zwłaszcza historii byłych kolonii portugalskich. Autor wielu książek o kolonializmie i rozwoju ruchów narodowowyzwoleńczych w Afryce.
W młodości był reporterem tygodnika „The Economist” w Paryżu. W czasie II wojny światowej pracował dla brytyjskiego wywiadu w Jugosławii i na Węgrzech, ocierając się o śmierć. Po wojnie był znów paryskim korespondentem brytyjskich dzienników i tygodnika. Od 1951 roku zajmował się historią Afryki, wtedy tematem niemodnym, podkreślając przedkolonialne dokonania Afrykańczyków, katastrofalne skutki handlu niewolnikami, szkody wyrządzone przez europejski kolonializm i przez ideę państwa narodowego. Pozostał naukowcem amatorem, cenionym jednak na tyle, że cesarz Haile Selassie wręczył mu w 1970 roku nagrodę w Addis Abebie.

## W Polsce wydano
- Afryka budzi się (polskie wydanie 1957)
- Stara Afryka na nowo odkryta (1961)
- Wodospady (1962)
- Czarna matka (1963)
- Społeczna i polityczna historia Afryki w XX w. (2011)